# Dyptyk Madonny Różanej ze św. Jerzym
Dyptyk Madonny Różanej ze św. Jerzym – dyptyk niderlandzkiego malarza Hansa Memlinga.

## Opis
Prawy panel dyptyku przedstawia donatora klęczącego ze złożonymi dłońmi do modlitwy i św. Jerzego w zbroi. Panel lewy przedstawia dość popularny u Memlinga motyw Madonny z Dzieciątkiem w otoczeniu czterech muzykujących aniołów. Za plecami Marii widoczny jest ogród różany i panorama miasta prawdopodobnie Brugii. Mały Jezus sięga po owoc, który podaje mu jeden z aniołów, co ma symbolizować jego przyszłą mękę.